# Rachel Morris
Rachel Morris (ur. 25 kwietnia 1979) – brytyjska niepełnosprawna kolarka, mistrzyni paraolimpijska z Pekinu w 2008 roku. Mistrzyni świata z 2007 roku.

## Medale Igrzysk Paraolimpijskich

### 2012
- - Kolarstwo - wyścig ze startu wspólnego - H1-2-3

### 2008
- - Kolarstwo - trial na czas - HC A/B/C